# تیم سانوب
تیم دوچرخه‌سواری سانوب (کد یوسی‌آی: SUN) تیم دوچرخه‌سواری حرفه‌ای آلمانی است که در رویدادهای تور جهانی دوچرخه‌سواری و در صورت دعوت، در مسابقات قاره‌ای شرکت می‌کند. مربی این تیم ایوان اسپکنبرینک است و از دوچرخه‌های جاینت بهره می‌برد.

## تاریخچه
تیم در سال ۲۰۰۵ تأسیس شد؛ ولی در سال‌های ۱۹۸۴ و ۱۹۸۵ نیز اسکیل حامی مالی یک تیم فرانسوی به نام اسکیل-سم بود. به لطف استراتژی تهاجمی در پاریس–نیس ۲۰۰۸ و ۲۰۰۹ سهمیهٔ اعطایی برای ورود تیم به تور دو فرانس ۲۰۰۹ داده شد که نخستین حضور آن‌ها در یک گرند تور بود.
با از دست دادن حامیان مالی در پایان سال ۲۰۱۱، تیم به نام پروژه ۱تی۴آی تغییر نام داد که نشان‌دهندهٔ سرنام پنج واژهٔ «روح تیمی، الهام، کمال، توسعه و خلاقیت» بود. این نام تا به دست آوردن حامی مالی تازه باقی ماند. در ۱ آوریل ۲۰۱۲ پس از اعلام قرارداد سه‌ساله با گروه آرگوس دریای شمال (یک شرکت نفتی مستقل در هلند)، نام تیم به آرگوس–شیمانو تغییر یافت.
در سال ۲۰۱۲ تیم برای دومین بار به تور دو فرانس دعوت شد و در دسامبر همان سال، حضور تیم در تور جهانی فصل ۲۰۱۳ اعلام شد.
در سپتامبر ۲۰۱۴ شرکت آلمانی تولید شامپو به نام آلپتسین حضور خود را به عنوان حامی مالی مشترک تیم در کنار جاینت در فصل ۲۰۱۵ اعلام کرد. در دسامبر ۲۰۱۴ سانوب (برگزار کنندهٔ هلندی تورهای بین‌المللی) به عنوان حامی مالی تازهٔ تیم با قراردادی دوساله معرفی شد.
در روز نخست تور دو فرانس ۲۰۱۶، سانوب به عنوان حامی مالی نام تیم برای فصل ۲۰۱۷ معرفی شد. در فصل ۲۰۱۷ تام دیمولن برندهٔ جیرو دیتالیا شد و مایکل متیوز و وارن بارگیل برندهٔ رده‌بندی امتیازی و کوهستان تور دو فرانس شدند.